# 5 agor wzór 1985
5 agor wzór 1985 – moneta o nominale pięciu agor (serii nowego szekla) wprowadzona do obiegu 4 września 1985 roku, będąca monetą obiegową Państwa Izrael do 1 stycznia 2008 roku.

## Awers i rewers
Awers przedstawia kopię monety z czwartego roku wojny żydowskiej, nazwę państwa w językach arabskim, angielskim i hebrajskim oraz herb Izraela. Rewers zawiera nominał monety, napis „Agora” po angielsku i hebrajsku oraz rok zapisany po hebrajsku..

## Nakład
Moneta wybijana była w mennicach w Paryżu, Stuttgarcie, Jerozolimie, Santiago, Atenach, Kongsbergu, Daejeon, Singapurze i Atenach. Monety są wybite na krążkach z brązalu o średnicy 19,5 mm i masie 3 g.
Mennice: Mennica Państwowa – Ateny (a); KOMSCO – Daejeon; Mennica Norweska – Kongsberg; Drukarnia Rządowa – Jerozolima; Francuska Mennica Państwowa – Paryż; Mennica Chilijska – Satniago; Mennica Singapurska – Singapur; Mennica Państwowa Badenii-Wirtembergii – Stuttgart.
| Rok emisji | Rok emisji     | Stop   | Średnica (mm) | Masa (g) | Stempel | Mennica                                | Nakład     | Nr Krause |
| ---------- | -------------- | ------ | ------------- | -------- | ------- | -------------------------------------- | ---------- | --------- |
| 1985       | 5745 - התשמ''ה | brązal | 19,5          | 3        | zwykły  | Francuska Mennica Państwowa            | 25 000 000 | KM# 157   |
| 1985       | 5745 - התשמ''ה | brązal | 19,5          | 3        | zwykły  | Mennica Państwowa Badenii-Wirtembergii | 9 504 000  | KM# 157   |
| 1986       | 5746 - התשמ''ו | brązal | 19,5          | 3        | zwykły  | Drukarnia Rządowa                      | 6 912 050  | KM# 157   |
| 1986       | 5746 - התשמ''ו | brązal | 19,5          | 3        | zwykły  | Mennica Państwowa Badenii-Wirtembergii | 5 472 000  | KM# 157   |
| 1987       | 5747 - התשמ''ז | brązal | 19,5          | 3        | zwykły  | Drukarnia Rządowa                      | 14 257 298 | KM# 157   |
| 1988       | 5748 - התשמ''ח | brązal | 19,5          | 3        | zwykły  | Drukarnia Rządowa                      | 9 360 000  | KM# 157   |
| 1989       | 5749 - התשמ''ט | brązal | 19,5          | 3        | zwykły  | Drukarnia Rządowa                      | 4 896 000  | KM# 157   |
| 1990       | 5750 - התש''ן  | brązal | 19,5          | 3        | zwykły  | Drukarnia Rządowa                      | 576 000    | KM# 157   |
| 1991       | 5751 - התשנ''א | brązal | 19,5          | 3        | zwykły  | Drukarnia Rządowa                      | 4 464 000  | KM# 157   |
| 1992       | 5752 - התשנ''ב | brązal | 19,5          | 3        | zwykły  | Drukarnia Rządowa                      | 7 664 000  | KM# 157   |
| 1993       | 5753 - התשנ''ג | brązal | 19,5          | 3        | zwykły  | Mennica Chilijska                      | 18 432 000 | KM# 157   |
| 1994       | 5754 - התשנ''ד | brązal | 19,5          | 3        | zwykły  | Mennica Państwowa (a)                  | 5 952 000  | KM# 157   |
| 1994       | 5754 - התשנ''ד | brązal | 19,5          | 3        | zwykły  | Mennica Norweska                       | 6 144 000  | KM# 157   |
| 1995       | 5755 - התשנ''ה | brązal | 19,5          | 3        | zwykły  | Mennica Norweska                       | 6 144 000  | KM# 157   |
| 1996       | 5756 - התשנ''ו | brązal | 19,5          | 3        | zwykły  | Mennica Singapurska                    | 6 144 000  | KM# 157   |
| 1997       | 5757 - התשנ''ז | brązal | 19,5          | 3        | zwykły  | Mennica Chilijska                      | 6 144 000  | KM# 157   |
| 1998       | 5758 - התשנ''ח | brązal | 19,5          | 3        | zwykły  | Mennica Chilijska                      | 12 288 000 | KM# 157   |
| 1999       | 5759 - התשנ''ט | brązal | 19,5          | 3        | zwykły  | Mennica Chilijska                      | 6 144 000  | KM# 157   |
| 2000       | 5760 - התש''ס  | brązal | 19,5          | 3        | zwykły  | Mennica Chilijska                      | 12 288 000 | KM# 157   |
| 2001       | 5761 - התשס''א | brązal | 19,5          | 3        | zwykły  | KOMSCO                                 | 6 144 000  | KM# 157   |
| 2002       | 5762 - התשס''ב | brązal | 19,5          | 3        | zwykły  | KOMSCO                                 | 6 144 000  | KM# 157   |
| 2004       | 5764 - התשס''ד | brązal | 19,5          | 3        | zwykły  | b.d.                                   | 6 144 000  | KM# 157   |
| 2005       | 5765 - התשס''ה | brązal | 19,5          | 3        | zwykły  | b.d.                                   | 12 288 000 | KM# 157   |
| 2006       | 5766 - התשס''ו | brązal | 19,5          | 3        | zwykły  | KOMSCO                                 | 12 288 000 | KM# 157   |
| 2007       | 5767 - התשס''ז | brązal | 19,5          | 3        | zwykły  | b.d.                                   | 5 407 000  | KM# 157   |

## Emisje okolicznościowe

### Rocznice niepodległości (piedforty)
Monety okolicznościowe z serii rocznic niepodległościowych wybijane były stemplem lustrzanym jako piedforty (monety wybite na grubym krążku). Wszystkie posiadały znak mennicy na awersie. Prócz innej grubości monety te nie różniły się niczym od monet obiegowych tego okresu.
Mennica: Mennica Norweska – Kongsberg; Francuska Mennica Państwowa – Paryż; Mennica Państwowa Badenii-Wirtembergii – Stuttgart; Królewska Mennica Holenderska – Utrecht.
| Nominał | Rok emisji | Stop   | Średnica (mm) | Masa (g) | Grubość (mm) | Znak mennicy | Stempel   | Mennica | Nr Krause |
| ------- | ---------- | ------ | ------------- | -------- | ------------ | ------------ | --------- | --- | --------- |
| 5 agor  | 1986–2000  | brązal | 19,5          | 6,6      | 3            | ✡            | lustrzany | Francuska Mennica Państwowa Mennica Państwowa Badenii-Wirtembergii Królewska Mennica Holenderska Mennica Norweska | KM# P157  |

### 40. lat Państwa Izrael
Monety upamiętniające 40. lat Państwa Izrael zostały wyemitowane w 1998 roku jako monety zwykłe i jako piedforty. Ich wyróżnikiem był hebrajski napis „מ' שנים לישראל” na rewersach, który oznacza 40 lat Izraela. W przypadku 5 agor napis ten znajdował się nad nominałem monety. Monety te nie posiadają znaku mennicy. Monety zwykłe były wybijane stemplem zwykłym w brązalu, a piedforty stemplem lustrzanym w niklu.
Mennica: Drukarnia Rządowa – Jerozolima; Mennica Państwowa Badenii-Wirtembergii – Stuttgart.
| Nominał | Rok emisji | Stop   | Średnica (mm) | Masa (g) | Piedfort | Grubość (mm) | Stempel   | Mennica                                | Nakład  | Nr Krause | Wizerunek   |
| ------- | ---------- | ------ | ------------- | -------- | -------- | ------------ | --------- | -------------------------------------- | ------- | --------- | ----------- |
| 5 agor  | 1988       | brązal | 19,5          | 3        | nie      | -            | zwykły    | Drukarnia Rządowa                      | 504 000 | KM# 194   | AwersRewers |
| 5 agor  | 1988       | nikiel | 19,5          | 7,25     | tak      | 3            | lustrzany | Mennica Państwowa Badenii-Wirtembergii | 12 027  | KM# P32A  | AwersRewers |

### Chanuka
Monety z serii chanukowej były wybijane stemplem zwykłym. Te, o nominale jednej agory nie posiadały znaku mennicy. Awersy nie różniły się wyglądem od awersów monet obiegowych tego okresu. Na legendzie rewersu, pod nominałem i nazwą waluty znalazła się mała chanukija, po jej lewej stronie napis w języku angielskim „HANUKKA”, a po prawej nazwa święta po hebrajsku „חנוכה”. W przypadku monet o nominałach: 1, 5 i 10 agor napis ten znajdował się nad nominałem.
Mennica: Drukarnia Rządowa – Jerozolima; Królewska Mennica Holenderska – Utrecht.
| Nominał | Rok emisji | Stop   | Średnica (mm) | Masa (g) | Stempel | Znak mennicy | Mennica                       | Nr Krause | Wizerunek   |
| ------- | ---------- | ------ | ------------- | -------- | ------- | ------------ | ----------------------------- | --------- | ----------- |
| 5 agor  | 1986–1992  | brązal | 19,5          | 3        | zwykły  | brak         | Drukarnia Rządowa             | KM# 172   |             |
| 5 agor  | 1993–2007  | brązal | 19,5          | 3        | zwykły  | ✡            | Królewska Mennica Holenderska | KM# 172A  | AwersRewers |